# 네팔-인도 관계
네팔-인도 관계는 네팔과 인도 간의 양자 관계이다. 두 나라는 1950년 네팔-인도 평화 및 우호 조약과 함께 양국 간의 안보 관계를 정의하는 비밀 서한, 그리고 인도 영토를 통과하는 양국 간 무역과 무역을 규율하는 협정을 통해 관계를 시작했다. 두 나라 모두 훌륭한 양국 관계를 맺고 있다. 인도와 네팔 간에는 사람 간의 긴밀한 언어적, 결혼적, 종교적, 문화적 유대가 있다.

## 조약
1950년 조약과 당시 인도 정부와 네팔의 라나 통치자들 간에 교환된 서한은 "어느 정부도 외국 침략자에 의한 상대방의 안전에 대한 어떠한 위협도 용납해서는 안 된다"고 명시하고 있으며, 양측은 "양국 정부 간의 우호 관계에 어떤 위반을 초래할 가능성이 있는 인접 국가와의 심각한 마찰이나 오해를 서로에게 알릴 의무가 있다"고 의무화했다. 이러한 협정은 인도와 네팔 간의 "특별한 관계"를 공고히 했다. 이 조약은 또한 네팔 시민들에게 인도 내 인도 시민들과 동일한 경제적, 교육적 기회를 부여하는 동시에 네팔의 다른 국적자들에 비해 인도 시민들과 기업들에 대한 우대를 고려했다. 네팔-인도 국경은 개방되어 있으며, 네팔과 인도 국민들은 여권이나 비자 없이 자유롭게 국경을 넘어 이동할 수 있으며 어느 나라에서든 거주하고 일할 수 있다. 그러나 인도인들은 네팔의 정부 기관에서 토지를 소유하거나 일할 수 없으며, 인도 내 네팔 국민들은 일부 주와 일부 민간 서비스(IFS, IAS, IPS)를 제외한 일부 인도 정부 기관에서 일할 수 있으며, 특히 인도 군대에서 일할 수 있다. 네팔 선거관리위원회는 2021년 기준으로 인도에 거주하는 562,456명의 네팔 시민 중 2022년 네팔 연방 선거에서 투표할 수 있는 사람의 수를 발표했다. 2021년 기준으로 카트만두 주재 인도 대사관에 서류를 등록하지 않은 인도 이민자의 수는 알려지지 않았으며, 카트만두 주재 인도 대사관은 현재 네팔에 거주하고 있는 60만 명의 인도 시민 수를 발표했다.
네팔 정부의 수년간의 불만 끝에 2014년 인도는 1950년 네팔-인도 평화 우호 조약을 현재의 현실을 반영하여 수정 및 조정하기로 합의했다. 그러나 양측은 조정 방식에 대해 명확하게 밝히지 않았다. 네팔 측은 네팔 총리에게 EPG 보고서를 제출한 것으로 알려졌으며 인도 외교부는 인도 총리에게 동일한 EPG 보고서 제출과 관련하여 아무런 발표를 하지 않은 것으로 알려졌다.

## 인프라 및 재정 지원
1950년대 초부터 인도는 네팔의 사회경제적 발전에 상당한 기여를 해왔다. 보건, 교육, 인적 자원 개발과 같은 중요한 사회 부문과 함께 공항, 관개, 농업, 도로, 교량, 전력 프로젝트, 산업단지, 통신, 측량, 임업, 건물 건설과 같은 인프라 분야도 관계의 다른 분야이다.
1951년, 네팔과 인도는 현대적인 인프라를 구축하기 위해 협력하기 시작했고, 네팔의 주요 개발 파트너로서 인도는 1954년에 완공된 카트만두의 가우차르 공항 (트리부반 국제공항으로도 알려짐)을 건설했다. 같은 해에 네팔에 인도 원조 사절단도 설립되어 보건, 연결성, 교육, 전력, 정부 부처 등 여러 분야에서 프로젝트를 개발했다. 1976년, 인도는 네팔을 지원하여 1억 4천만 루피의 보조금을 받아 21MW 트리슐리 수력 발전소 건설을 지원했다. 2014년에는 카트만두에 100억 루피의 비용을 들여 네팔 바라트 마이트리 응급 및 외상 센터와 125억 루피의 비용을 들여 다란에 위치한 B.P. 코이랄라 보건 과학 연구소의 새로운 대학 블록이 개장되었다. 2019년에는 모티하리-암레크군지 석유 파이프라인이 324억 루피의 비용으로 설치되었다.
2015년 4월 네팔 지진 이후, 인도 정부는 네팔의 지진 후 재건 프로젝트를 위해 10억 달러를 투입했다. 1억 달러를 들여 5만 채의 주택 재건이 2021년 11월에 완료되었다. 다른 프로젝트로는 10개 지구에 132개의 보건 시설 건설과 8개 지구에 71개의 교육 기관 재건이 포함된다. 또한, 7개 지구에서 28개의 문화유산 프로젝트가 복원 중이다.
코로나19 범유행 동안 인도는 인도에서 출시된 지 일주일 만에 네팔에 1,000만 라크 (100만) 용량의 백신을 보조금으로 보냈다. 인도의 백신 마이트리 이니셔티브에 따라 네팔에 약 95만 라크 (950만) 용량의 백신을 제공했다.

## 무역

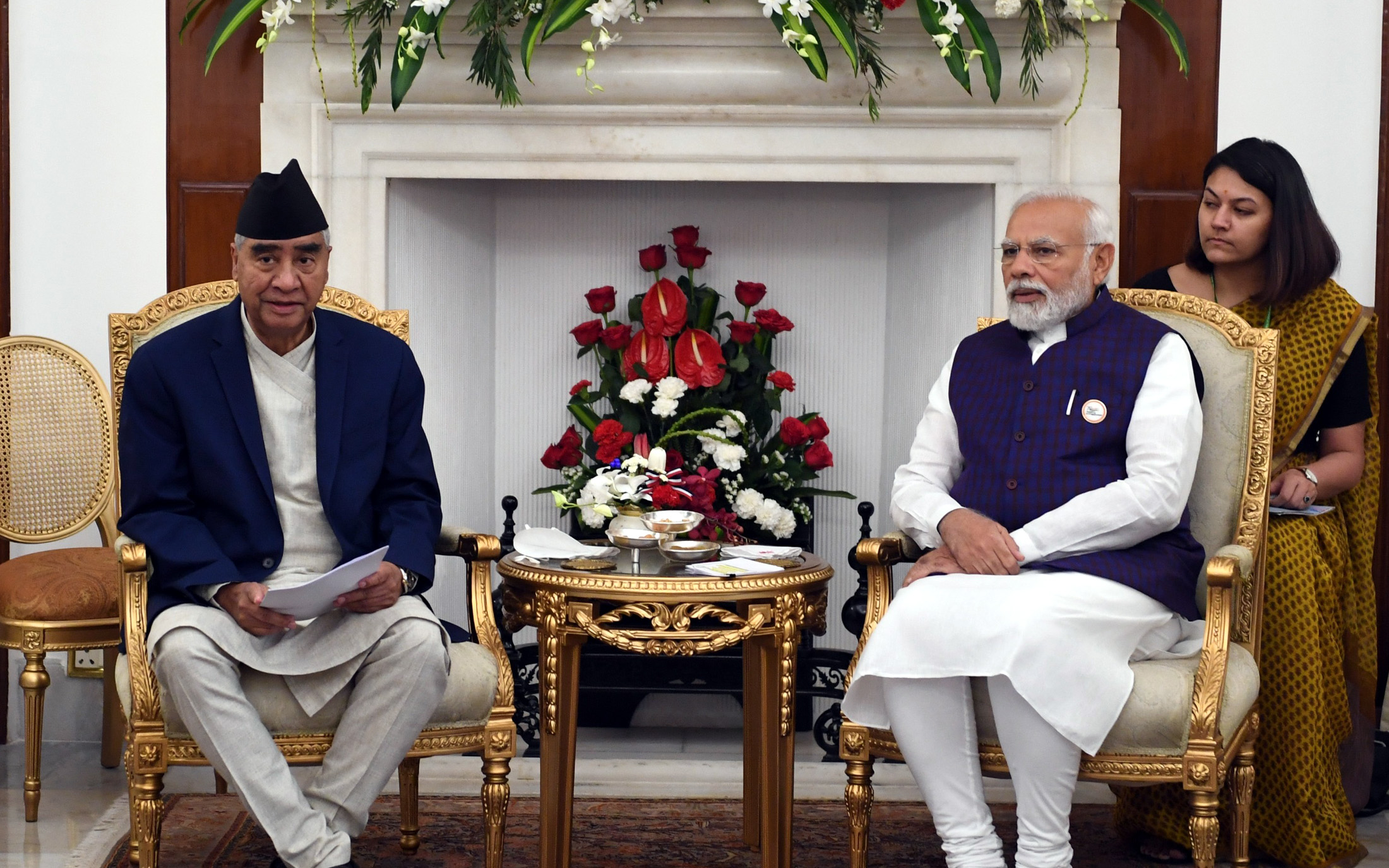
나렌드라 모디 인도 총리가 2022년 4월 2일, 뉴델리의 하이데라바드 하우스에서 셰르 바하두르 데우바 네팔 총리를 만나고 있다.

인도는 네팔의 최대 무역 파트너이자 총 외국인 투자의 최대 원천이다(중국은 2015년부터 네팔에서 가장 큰 외국인 직접 투자 원천이 되었다). 또한 네팔-인도 교통 조약에 따라 네팔의 거의 모든 제3국 무역을 운송하는 역할을 하고 있다. 인도는 네팔 상품 무역의 3분의 2 이상, 서비스 무역의 약 3분의 1, 외국인 직접 투자의 3분의 1, 석유 공급의 거의 100%, 인도에서 일하는 연금 수급자, 전문가 및 근로자의 내부 송금에서 상당한 비중을 차지하며, 인도에 거주하는 네팔 시민들이 매년 약 12억 달러를 네팔로 송금하고 있다. 인도는 네팔로의 외국인 직접 투자의 30%를 차지하며, 이는 네팔의 주요 투자자 중 하나이다.
네팔은 인도에서 9번째로 큰 무역 파트너이다. 네팔은 또한 세계 은행에 따르면 연간 32억 달러가 네팔에서 인도로 송금되는 7번째로 큰 인도 송금원이다.
2017~2018년 네팔의 인도와의 총 무역액은 약 82억 달러, 네팔의 대인도 수출액은 4억 4,650만 달러, 인도 수입액은 77억 달러를 넘어섰다. 비율로 보면 네팔의 대인도 무역 적자는 약 1724%에 달한다.